# USS O'Bannon (DD-450)
USS O'Bannon (DD-450/DDE-450) là một tàu khu trục lớp Fletcher được Hải quân Hoa Kỳ chế tạo trong Chiến tranh Thế giới thứ hai. Nó là chiếc tàu chiến thứ hai của Hải quân Mỹ được đặt theo tên Đại úy Thủy quân Lục chiến Presley O'Bannon (1784–1850), người anh hùng trong trận Derna của cuộc Chiến tranh Barbary thứ nhất. Ngoài việc tham gia Thế Chiến II, con tàu còn tham gia các cuộc Chiến tranh Triều Tiên và Chiến tranh Việt Nam trước khi ngừng hoạt động và bị bán để tháo dỡ năm 1970. Nó được tặng thưởng 17 Ngôi sao Chiến trận và danh hiệu Đơn vị Tuyên dương Tổng thống trong Thế Chiến II và thêm ba Ngôi sao Chiến trận khác khi phục vụ tại Triều Tiên.

## Thiết kế và chế tạo
O'Bannon được đặt lườn tại xưởng tàu của hãng Bath Iron Works Corp. ở Bath, Maine vào ngày 3 tháng 3 năm 1941. Nó được hạ thủy vào ngày 19 tháng 2 năm 1942, cùng với tàu chị em Nicholas là một trong hai chiếc lớp Fletcher được hạ thủy đầu tiên. Con tàu được đỡ đầu bởi bà E. F. Kennedy, một hậu duệ của Đại úy O’Bannon; và nhập biên chế tại Xưởng hải quân Boston vào ngày 26 tháng 6 năm 1942 dưới quyền chỉ huy của Hạm trưởng, Trung tá Hải quân Edwin R. Wilkinson.

## Lịch sử hoạt động

### 1942
O'Bannon trải qua một khóa huấn luyện ngắn tại vùng biển Caribe trước khi lên đường từ Boston vào ngày 29 tháng 8 năm 1942 để đi sang khu vực chiến trường Tây Nam Thái Bình Dương, nơi Chiến dịch Guadalcanal gay go và kéo dài vừa mới bắt đầu. Trong hơn một năm, thời kỳ các con tàu mới đóng chỉ vừa gia nhập hạm đội, Hải quân Mỹ phải căng lực lượng ra chiến đấu tại khu vực quần đảo Solomon trong một chiến dịch tranh chấp căng thẳng nhất trong lịch sử, giành giật quyền kiểm soát trên không và trên biển từ Nhật Bản, cung cấp cho lực lượng Thủy quân Lục chiến và Lục quân những sự hỗ trợ cần thiết tại Guadalcanal. Được phân về Hải đội Khu trục 21, nó đóng góp một vai trò quan trọng trong các chiến dịch tại đây, được tặng thưởng danh hiệu Đơn vị Tuyên dương Tổng thống.
Đặt căn cứ tại Nouméa, New Caledonia, O'Bannon thoạt tiên bảo vệ cho tàu sân bay hộ tống USS Copahee trong một chuyến đi đến Guadalcanal, nơi mà vào ngày 9 tháng 10, hai mươi máy bay tiêm kích Grumman F4F Wildcat Thủy quân Lục chiến cất cánh từ sàn đáp của Copahee để bổ sung cho lực lượng đồn trú tại sân bay Henderson, một sự tăng cường hết sức cần thiết. Trong thời gian còn lại của tháng, nó hoạt động hộ tống vận tải tại khu vực New Hebrides và phía Nam quần đảo Solomon. Vào ngày 7 tháng 11 tại Nouméa, nó gia nhập Đội hỗ trợ dưới quyền Chuẩn đô đốc Daniel J. Callaghan, sẵn sàng lên đường hộ tống đoàn tàu vận tải chuyển lực lượng thay thế, tăng cường, lương thực, đạn dược và hàng tiếp liệu không quân.
Trên đường đi đến Guadalcanal, O'Bannon phát hiện và nổ súng vàp một tàu ngầm đối phương trên mặt nước, buộc nó phải lặn xuống, và trấn áp nó để đoàn tàu vận tải vượt qua an toàn. Đến xế trưa ngày 12 tháng 11, các tàu vận tải đã chất dỡ được một phần bị mười sáu máy bay ném bom-ngư lôi đối phương tấn công. Mười một chiếc đã bị bắn rơi, trong đó chiếc tàu khu trục đã bắn vào bốn trong số đó.
Họ lại nhận được tin tức về việc hạm đội Nhật Bản đang tiến xuống phía Nam, bao gồm hai thiết giáp hạm, một tàu tuần dương hạng nhẹ và 14 tàu khu trục, với mục đích phá hủy sân bay Henderson, ngăn chặn việc tăng viện của Hoa Kỳ và bảo vệ cho một cuộc tăng viện của chính họ. O'Bannon và các tàu khác thuộc lực lượng hỗ trợ, bao gồm hai tàu tuần dương hạng nặng, ba tàu tuần dương hạng nhẹ và tám tàu khu trục, đã đối đầu với lực lượng có ưu thế vượt trội của đối phương vào ngày 13 tháng 11 trong eo biển Đáy Sắt, cái tên được đặt sau này do số lượng lớn tàu chiến của cả hai phía bị đánh chìm tại đây trong suốt chiến dịch Guadalcanal. O'Bannon đã dũng cảm tấn công thiết giáp hạm Hiei, tiếp cận ở cự ly gần đến mức con tàu đối phương không thể hạ dàn pháo chính đủ thấp để bắn vào nó. Hỏa lực của O'Bannon kết hợp với sự tấn công của cả lực lượng đã gây hư hại cho Hiei đến mức nó bất động chịu đựng các cuộc không kích tiếp theo, buộc nó phải tự đánh đắm vào ngày hôm sau.
Cuộc đụng độ đầu tiên trong trận Hải chiến Guadalcanal diễn ra ngắn ngủi nhưng khốc liệt: phía Hoa Kỳ bị mất bốn tàu khu trục và hai tàu tuần dương, mà trên một chiếc Chuẩn đô đốc Norman Scott đã tử trận; trong khi phía Nhật Bản bị mất Hiei và hai tàu khu trục. Quan trọng hơn, lực lượng Nhật Bản bị đẩy lui và sân bay Henderson thoát khỏi bị phá hủy. Tầm quan trọng của chiến thắng này thể hiện trong ngày hôm sau: máy bay cất cánh từ Henderson đã đánh chìm mười một tàu vận tải chuyển quân của đối phương trên đường tới tăng viện cho hòn đảo.
Cho đến hết năm 1942, O'Bannon hoạt động hỗ trợ cho các cuộc đổ bộ và hộ tống các đoàn tàu vận tải đi lại giữa Nouméa và Espiritu Santo đến Guadalcanal và Tulagi, tham gia các cuộc bắn phá tại Guadalcanal, Munda và Kolombangara, cũng như gánh vác vai trò tuần tra ban đêm ngược lên eo biển New Georgia ngăn chặn các chuyến tăng viện lực lượng của quân đội Nhật Bản.

### 1943

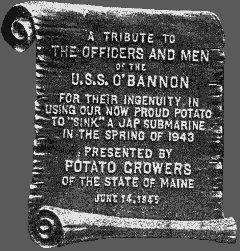
Biển kỷ niệm sự kiện "khoai tây".

Đang quay trở về sau khi hoàn tất một chuyến đi như vậy vào ngày 5 tháng 4, trông thấy chiếc tàu ngầm Nhật RO-34 trên mặt nước nên tìm cách đâm vào nó; nhưng đến phút sau cùng, các sĩ quan trên tàu lại cho rằng đó có thể là một tàu rải mìn nên đã bẻ hết lái để tránh va chạm, điều này đã khiến chiếc tàu khu trục chạy song song với chiếc tàu ngầm đối phương. Khi thủy thủ Nhật tìm cách vận hành khẩu pháo 3–inch của chiếc tàu ngầm, thủy thủ trên boong chiếc tàu khu trục không có sẵn vũ khí nhẹ trong tay, nên đã chộp lấy khoai tây từ một thùng chứa để ném về phía đối thủ. Cho rằng những quả khoai tây là lựu đạn, thủy thủ chiếc tàu ngầm lo ném trả chúng và không thể vận hành khẩu pháo, giúp cho chiếc tàu khu trục có thời gian nới rộng khoảng cách và nả pháo vào đối thủ, gây hư hại tháp chỉ huy. Cho dù tàu ngầm đối phương còn có thể lặn xuống, đợt tấn công tiếp theo bằng mìn sâu đã cuối cùng đánh chìm chiếc tàu ngầm.
Trong giai đoạn này, O'Bannon còn bắn rơi hai máy bay đối phương trong những dịp khác nhau. Những nhiệm vụ này căng thẳng và đòi hỏi cao cả về con người lẫn con tàu. Thời gian nghỉ ngơi tại cảng rất ngắn, chỉ vài giờ để tiếp liệu và tiếp nhiên liệu, rồi con tàu lại tiếp tục ra khơi. Trong Trận chiến vịnh Kula vào ngày 6 tháng 7, nó đã hoạt động cùng ba tàu tuần dương và ba tàu khu trục khác để chống lại mười tàu khu trục đối phương, quét sạch đối thủ ra khỏi khu vực, nhưng bị mất một tàu tuần dương. Trong Trận Kolombangara diễn ra một tuần sau đó ở cùng vùng biển, lực lượng Hoa Kỳ như cũ đã chống lại một tàu tuần dương, năm tàu khu trục và bốn tàu khu trục hộ tống Nhật Bản, đánh chìm tàu tuần dương Jintsu và đánh đuổi các con tàu nhỏ. Họ bị mất một tàu khu trục và ba tàu tuần dương bị hư hại.

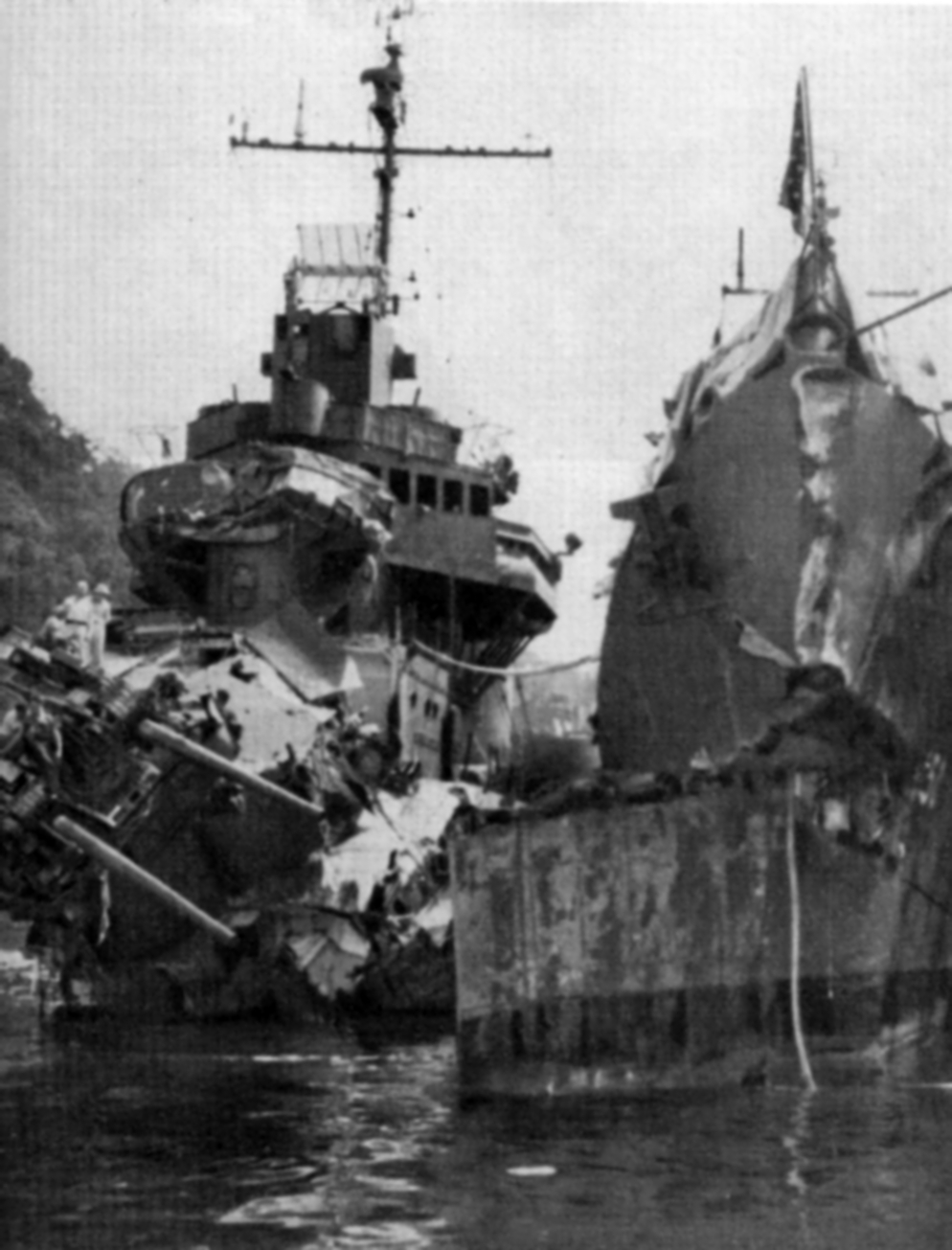
O'Bannon (bên phải) và sau trận Hải chiến Vella Lavella, 1943.

Trong hai tháng tiếp theo sau, O'Bannon trải qua phần lớn thời gian tại khu vực vịnh Vella bảo vệ cho các cuộc đổ bộ, đánh chặn các đoàn tàu chuyển quân Nhật Bản và lực lượng hộ tống cũng như chống trả các cuộc không kích. Dưới sự giúp đỡ của các tàu khu trục chị em, nó đã đánh chìm nhiều sà lan, hai tàu săn ngầm, một tàu vũ trang, một tàu pháo và nhiều xuồng tuần tra. Cao điểm các hoạt động là trong trận Hải chiến Vella Lavella vào ngày 6 tháng 10, khi quân Nhật tìm cách triệt thoái binh lính khỏi hòn đảo này. Cùng các tàu khu trục Selfridge (DD-357) và Chevalier (DD-451), O'Bannon đã tấn công vào lực lượng triệt thoái, bao gồm chín hoặc mười tàu khu trục và các tàu vũ trang nhỏ. Ba tàu khu trục Hoa Kỳ đã đối đầu với sáu tàu khu trục đối phương, chạy hết tốc độ 33 kn (61 km/h) để phóng ngư lôi và nả pháo. Tàu khu trục Yūgumo bị đánh trúng và bốc cháy, nhưng cả Selfridge và Chevalier đều bị trúng ngư lôi đối phương. O'Bannon ở ngay phía sau đuôi Chevalier khi chiếc này bị đánh trúng, và sự cơ động quyết liệt cũng không giúp nó tránh được va chạm vào đuôi con tàu chị em. Đối phương rút lui khi có thêm ba tàu khu trục Hoa Kỳ tham gia truy đuổi; trong khi O'Bannon bảo vệ cho các tàu chị em bị hư hại và vớt những người sống sót của Chevalier bị đắm sau đó.

### 1944
O'Bannon sửa chữa những hư hại trong chiến đấu tại Tulagi trước khi lên đường quay trở về vùng bờ Tây để đại tu. Đến ngày 18 tháng 3 năm 1944, nó quay trở lại khu vực Solomon sẵn sàng tham gia một loạt các cuộc đổ bộ tiếp theo dọc theo bờ biển phía Bắc của New Guinea. Con tàu hoạt động bắn phá và hộ tống liên tục cho đến ngày 18 tháng 10, khi nó rời Hollandia để hộ tống đoàn tàu vận tải chuyên chở lực lượng tăng viện cho cuộc đổ bộ lên Leyte thuộc quần đảo Philippine. Đoàn tàu đến nơi an toàn vào ngày 24 tháng 10, một ngày trước khi diễn ra trận Hải chiến vịnh Leyte; và chiếc tàu khu trục đã bảo vệ khu vực Vận chuyển phía Bắc cũng như tuần tra các lối ra vào vịnh Leyte, chịu đựng những cuộc không kích của đối phương suốt trận đánh. Nó đã góp công vào trận chiến hầu như vô hiệu hóa Hải quân Đế quốc Nhật Bản.

### 1945
Cho đến tháng 6 năm 1945, O'Bannon hoạt động chủ yếu tại trong vai trò hộ tống vận tải hoặc tham gia lực lượng tấn công trong một chuỗi dài các chiến dịch: vịnh Ormoc, Mindoro, vịnh Lingayen, Bataan, Corregidor, Palawan, Zamboanga, Cebu và Caraboa. Các cuộc không kích của đối phương diễn ra thường xuyên, và nó đã bắn rơi nhiều máy bay tấn công. Trong cuộc tấn công lên Lingayen vào ngày 31 tháng 1, nó đã cùng ba tàu khu trục khác tấn công và đánh chìm một tàu ngầm đối phương; nhiều khả năng là chiếc Ro-115 căn cứ theo ghi chép của Nhật Bản trong chiến tranh. Đến cuối tháng 4 và đầu tháng 5, nó ngắt quãng các hoạt động tại Philippines để tham gia hỗ trợ hỏa lực và bảo vệ các hoạt động quét mìn tại Tarakan, Borneo.
O'Bannon gặp gỡ một đội tàu sân bay hộ tống ngoài khơi Okinawa vào ngày 17 tháng 6, và đã bảo vệ họ trong các cuộc không kích xuống Sakishima Gunto. Đến tháng 7, nó hộ tống các tàu sân bay hạm đội trong các cuộc ném bom xuống phía Bắc Honshū và Hokkaidō. Sau khi Nhật Bản đầu hàng kết thúc cuộc xung đột, chiếc tàu khu trục tuần tra dọc bờ biển Honshū cho đến ngày 27 tháng 8, khi nó cùng các tàu khu trục Nicholas (DD-449) và Taylor (DD-468) hộ tống cho thiết giáp hạm Missouri (BB-63) tiến vào vịnh Tokyo. Nó tiếp nối hoạt động tuần tra cho đến ngày 1 tháng 9, khi nó lên đường quay trở về Hoa Kỳ, đi đến San Francisco rồi San Diego, nơi nó được cho xuất biên chế vào ngày 21 tháng 5 năm 1946.

### 1949–1962

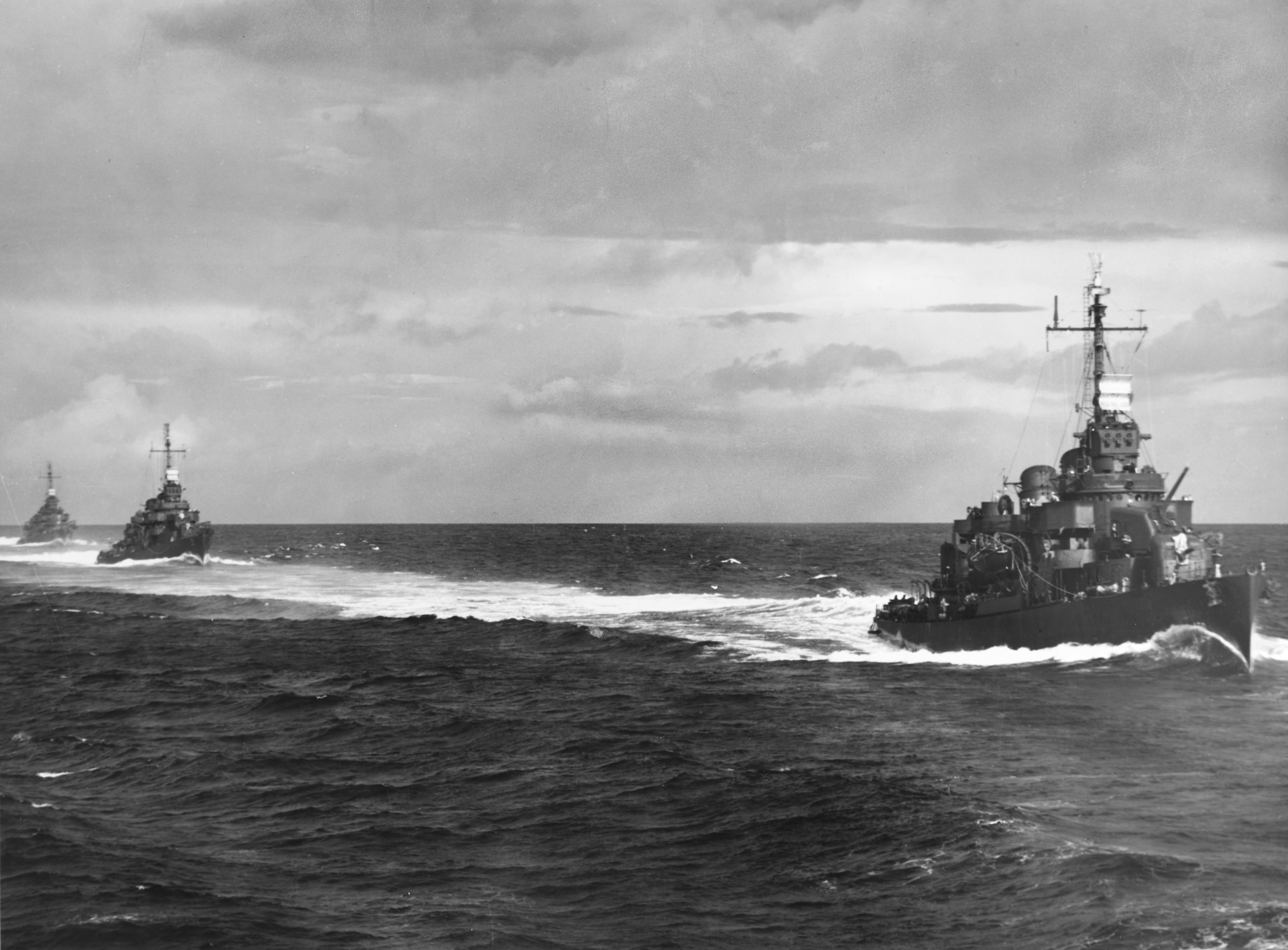
O'Bannon đang dẫn trước và, tháng 8 năm 1943.

O'Bannon được cải biến thành một tàu khu trục hộ tống tại Xưởng hải quân Long Beach từ ngày 17 tháng 1 năm 1949 đến ngày 10 tháng 2 năm 1950; nó được xếp lại lớp với ký hiệu lườn mới DDE-450 vào ngày 26 tháng 3 năm 1949, và nhập biên chế trở lại vào ngày 19 tháng 2 năm 1951 để phục vụ ngoài khơi Trân Châu Cảng. Con tàu lên đường vào ngày 19 tháng 11 cho lượt làm nhiệm vụ cùng lực lượng Liên Hợp Quốc chống trả sự tấn công của lực lượng Cộng sản tại Triều Tiên. Trong bảy tháng tiếp theo, nó đã bảo vệ cho các tàu sân bay khi chúng không kích các mục tiêu tại Triều Tiên, phục vụ như soái hạm của nhóm Wonsan trực thuộc Đội Phong tỏa bờ Tây và Hộ tống. Các hoạt động của nó bao gồm bắn phá các vị trí pháo, tuyến đường tiếp liệu, kho đạn và điểm tập trung quân, cũng như hộ tống các đoàn tàu vận tải đi lại giữa Triều Tiên và Nhật Bản.
Sau khi quay trở về Trân Châu Cảng, O'Bannon trải qua một giai đoạn huấn luyện từ ngày 20 tháng 6 năm 1952, và tham gia các hoạt động thử nghiệm của Ủy ban Năng lượng Nguyên tử Hoa Kỳ ngoài khơi Eniwetok. Nó rời Trân Châu Cảng vào cuối tháng 4 năm 1953 để đi sang Viễn Đông, chủ yếu làm nhiệm vụ hộ tống các tàu sân bay, tham gia tuần tra tại eo biển Đài Loan cùng các cuộc thực tập ngoài khơi Okinawa và Nhật Bản.
Trong giai đoạn giữa Chiến tranh Triều Tiên và Chiến tranh Việt Nam, O'Bannon hầu như tuân theo một lịch trình hoạt động hàng năm, bao gồm được bố trí hoạt động cùng Đệ Thất hạm đội tại Viễn Đông trong sáu tháng, xen kẻ với các hoạt động huấn luyện và bảo trì tiếp liệu tại Trân Châu cảng trong thời gian còn lại. Các lượt bố trí tại Tây Thái Bình Dương đã đưa nó viếng thăm các cảng Nhật Bản, Philippines, Đài Loan Australia và New Zealand, cùng những đợt nghỉ ngơi ngắn tại Hong Kong. Con tàu thường có mặt tại New Zealand hay Australia để tham gia lễ kỷ niệm hàng năm Trận chiến biển Coral, các cuộc tập trận phối hợp cùng các đồng minh trong khối SEATO, thực tập cùng Thủy quân Lục chiến tại Okinawa. Khi ở lại Trân Châu Cảng, nó trợ giúp vào việc huấn luyện Hải quân Dự bị, tham gia thu hồi các vệ tinh hay tên lửa được phóng. Vào mùa Hè và mùa Thu năm 1962, nó tham gia các cuộc thử nghiệm nguyên tử tại đảo Johnston.

### 1964–1970
Lần đầu tiên O'Bannon tiếp cận khu vực bờ biển Việt Nam là trong đợt bố trí 1964-1965, khi nó rời Hong Kong vào ngày 26 tháng 12 để hoạt động tuần tra và khảo sát thủy văn. Phần lớn thời gian trong lượt bố trí 1966 của nó là làm nhiệm vụ canh phòng máy bay cho Kitty Hawk (CVA-63), khi máy bay phản lực của chiếc tàu sân bay không kích những mục tiêu của phía Cộng sản tại Bắc và Nam Việt Nam. Nó tiến hành hai đợt bắn phá kéo dài một tuần trong tháng 5 và tháng 6 để phá hủy các căn cứ, điểm tập trung quân và các tàu nhỏ của đối phương.
O'Bannon quay trở về Trân Châu Cảng ngang qua Yokosuka, Nhật Bản, đến nơi vào ngày 30 tháng 7. Nó hoạt động tại chỗ từ cảng nhà, tham gia huấn luyện cho hoạt động thu hồi tàu vũ trụ trong khuôn khổ Chương trình Apollo trong tháng 8, và là một thành viên trong lực lượng tiếp cận thu hồi tàu vũ trụ Gemini 11 vào đầu tháng 9. Nó viếng thăm Guam vào mùa Xuân 1967 rồi quay trở về nhà vào đầu tháng 7 nhằm chuẩn bị cho một lượt bố trí khác sang Viễn Đông.

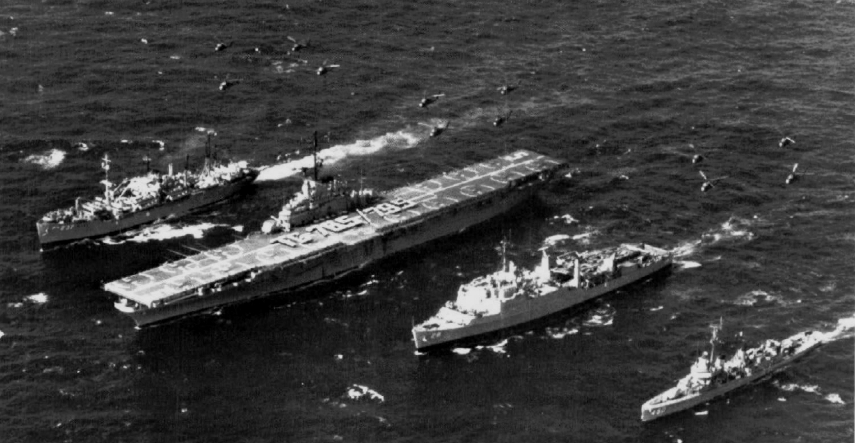
O'Bannon (phải) trong thành phần Đội đặc nhiệm 76.5 ngoài khơi Việt Nam, tháng 3 năm 1965.

O'Bannon khởi hành hướng sang Nhật Bản vào ngày 28 tháng 9, đi đến Yokosuka vào ngày 7 tháng 10, và đi đến vịnh Subic vào ngày 15 tháng 10. Nó quay trở lại vùng chiến sự cùng tàu sân bay Constellation (CVA-64), và đã hoạt động như tàu canh phòng máy bay tại Trạm Yankee cho đến ngày 4 tháng 11. Sau khi nghỉ ngơi tại vịnh Subic và Hong Kong, nó đi đến ngoài khơi Đà Nẵng để bắn phá bờ biển, viếng thăm Đài Loan vào đầu tháng 12, rồi quay trở lại vùng chiến sự vào ngày 15 tháng 12 để bắn pháo hỗ trợ ngay phía Nam Khu phi quân sự (DMZ). Hai ngày sau, nó giúp giải cứu đội bay một máy bay bị bắn trúng tại vùng DMZ và cố lết ra biển trước khi rơi. Một khẩu đội pháo bờ biển đối phương đã nhắm vào chiếc tàu khu tr ̣c trong chiến dịch giải cứu, nhưng không bắn trúng. Nó tiếp tục hỗ trợ lực lượng đồng minh trên bờ tại khu vực chiến sự cho đến cuối năm 1967.
O'Bannon được cho xuất biên chế vào ngày 30 tháng 1 năm 1970 trong một buổi lễ tại Trân Châu Cảng, và rút khỏi danh sách Đăng bạ Hải quân cùng ngày hôm đó. Nó bị bán để tháo dỡ vào ngày 6 tháng 6 năm 1970, và bị tháo dỡ hai năm sau đó.

## Phần thưởng
O'Bannon được tặng thưởng mười bảy Ngôi sao Chiến trận và danh hiệu Đơn vị Tuyên dương Tổng thống do thành tích chiến đấu trong Thế Chiến II, nằm trong số các tàu chiến được tặng thưởng nhiều nhất trong cuộc xung đột này. Nó còn được trao tặng thêm ba Ngôi sao Chiến trận khi phục vụ trong Chiến tranh Triều Tiên.